# Große Kesselspitze
Große Kesselspitze är ett berg i Österrike.   Det ligger i distriktet Tamsweg och förbundslandet Salzburg, i den centrala delen av landet, 240 km sydväst om huvudstaden Wien. Toppen på Große Kesselspitze är 2 361 meter över havet, eller 205 meter över den omgivande terrängen. Bredden vid basen är 1,9 km.
Terrängen runt Große Kesselspitze är bergig åt sydost, men åt nordväst är den kuperad. Runt Große Kesselspitze är det glesbefolkat, med 20 invånare per kvadratkilometer.. Närmaste större samhälle är Radstadt, 18,7 km norr om Große Kesselspitze. 
I omgivningarna runt Große Kesselspitze växer i huvudsak blandskog.